# Lathraea clandestina
Espèce
Classification phylogénétique
Lathraea clandestina, la lathrée clandestine, est une espèce de plantes herbacées de la famille des Scrophulariaceae selon la classification classique, ou de celle des Orobanchaceae selon la classification phylogénétique.

## Habitat
La lathrée clandestine pousse de préférence dans les boisements humides ou frais des fonds de vallées, en général à proximité de ruisseaux où elle parasite les racines de divers arbres (peupliers, saules, aulnes, chênes ou noisetiers) aux dépens desquels elle se nourrit. C'est un holoparasite, qui n'a ni feuilles ni chlorophylle et puise sa nourriture dans les racines de ses hôtes grâce à des suçoirs.

## Description

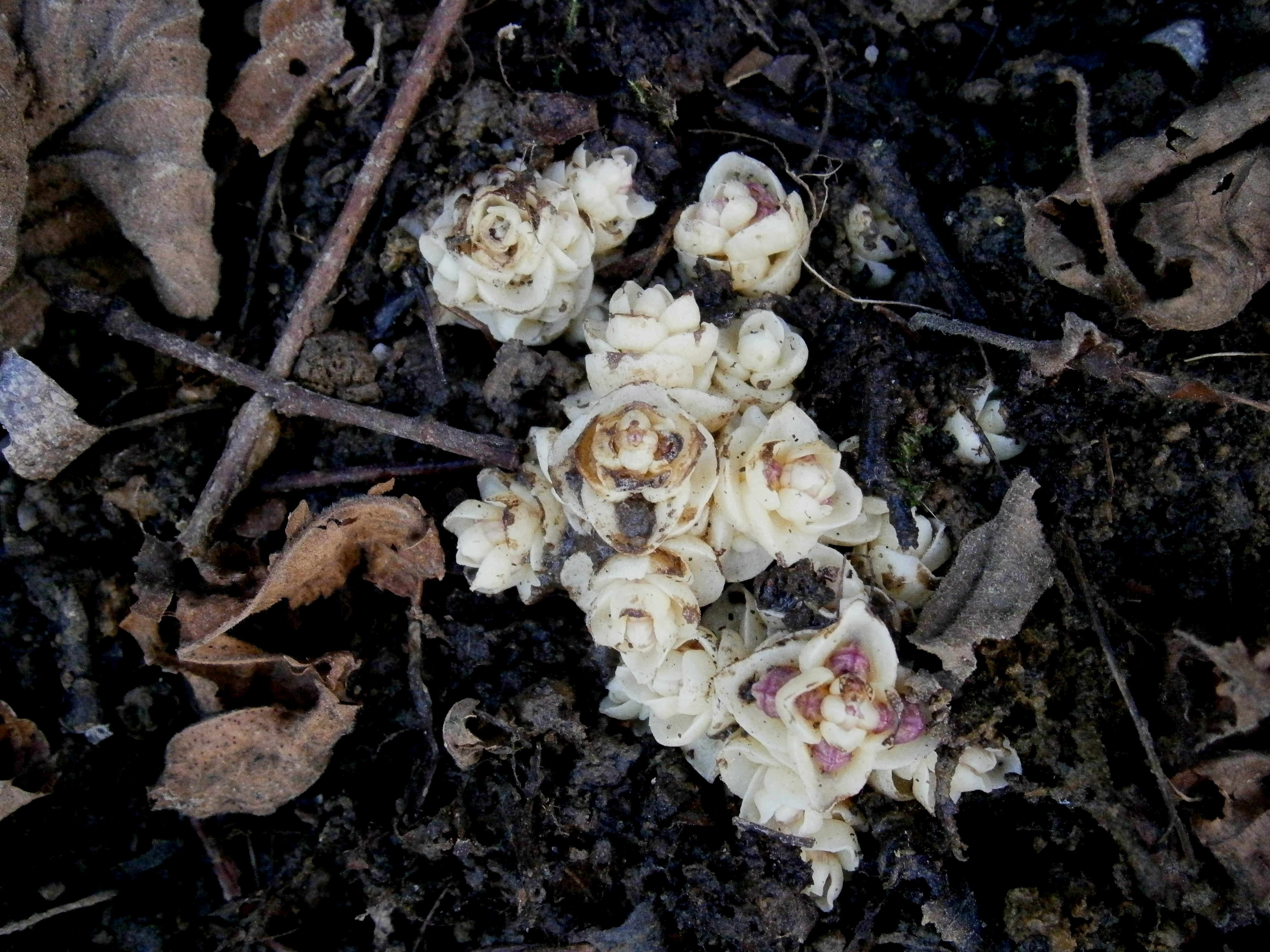
Première apparition au printemps : les extrémités du rhizome produisent des feuilles réduites à des écailles charnues, parmi lesquelles émergent les boutons floraux.

La partie souterraine, qui peut peser plusieurs kilos, est constituée de tiges blanches couvertes d'écailles charnues.
Les fleurs de 4 à 5 cm, longuement pédicellées, apparaissent au ras du sol en avril - mai. La couleur normale des fleurs est le violet pourpré ou bleu-violacé, mais il peut arriver, rarement, de rencontrer des pieds ou des colonies à fleurs plus pâles, roses voire entièrement blanches. L'androcée est constitué de quatre étamines didynames. L'ovaire émerge d'un disque nectarifère charnu qui secrète le nectar attirant les insectes, notamment les bourdons qui sont pratiquement seuls en mesure d'assurer leur fertilisation, la grande masse des insectes anthophiles n'étant pas assez puissants pour forcer le passage réduit. Ce nectar alcalin contient de l'ammoniaque à l'origine de l'odeur désagréable qui dissuaderait d'autres insectes nectariphages non pollinisateurs (par exemple les fourmis de trop petite taille),.
Les fruits mûrs sont des capsules capables de projeter leurs quatre à cinq grosses graines à une certaine distance dans l'espace environnant (dispersion par le phénomène de ballochorie). La plante disparaît ensuite de la surface jusqu'au printemps suivant. Les plantules développées à partir des graines mettront environ dix ans avant de produire leurs premières fleurs.
L'absence totale de vert indique la nature parasite de l'espèce qui, dépourvue de chlorophylle, se fixe sur les racines de l'hôte pour prélever les nutriments nécessaires à sa croissance. Étant donné qu'elle fleurit et fructifie durant la montée de la sève au printemps, les hôtes ne souffrent que très peu de ce parasitisme.

## Répartition

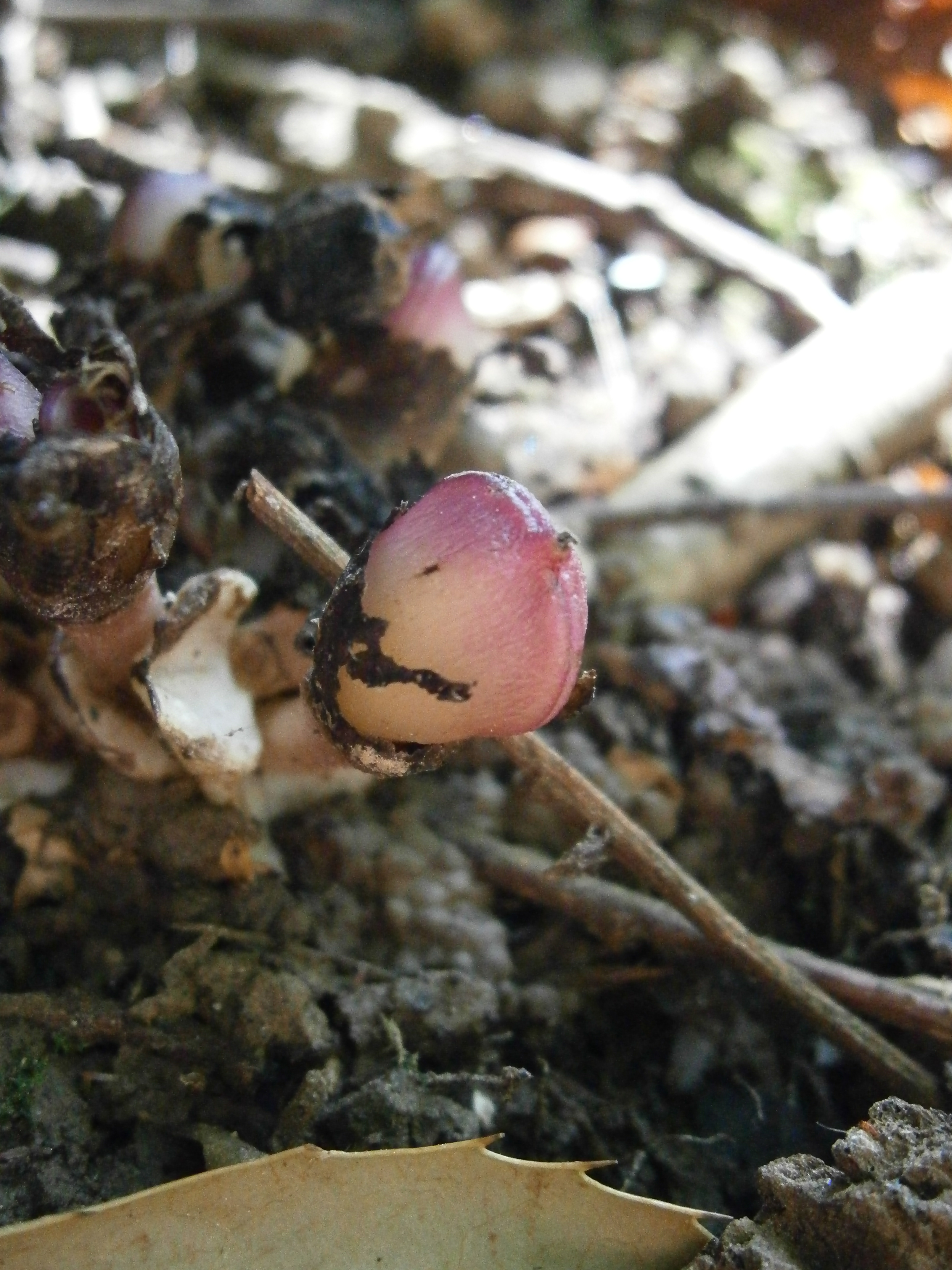
Fruit de la lathrée clandestine

Sa répartition est essentiellement atlantique, depuis la Belgique, où elle est localement abondante dans les Ardennes flamandes, jusqu'en Espagne. Elle est aussi localement présente en Italie.
Son aire de répartition principale et continue est franco-ibérique. En France, on la trouve presque exclusivement au sud-ouest du cours de la Loire jusqu'aux Pyrénées, avec une extension au nord de la Loire vers le sud-est de la Bretagne et les départements de la Mayenne, de l'Orne et de la Sarthe.  Elle est protégée dans certains départements. Cette lathrée est relativement commune dans les zones humides du département de la Charente et de la Charente-Maritime où elle n'est pas protégée.
En Espagne, elle n'occupe pratiquement que la cordillère Cantabrique, jusqu'en Galice où elle est rare.
Le fait que ses populations en Belgique et en Italie sont très éloignées de l'aire continue franco-ibérique laisse supposer une introduction accidentelle par des plants d’arbres parasités.
La plante est par ailleurs introduite çà et là ailleurs en France (Alsace et le Jardin Ecologique de la ville de Lille), en Belgique, aux Pays-Bas, en Allemagne et en Angleterre.

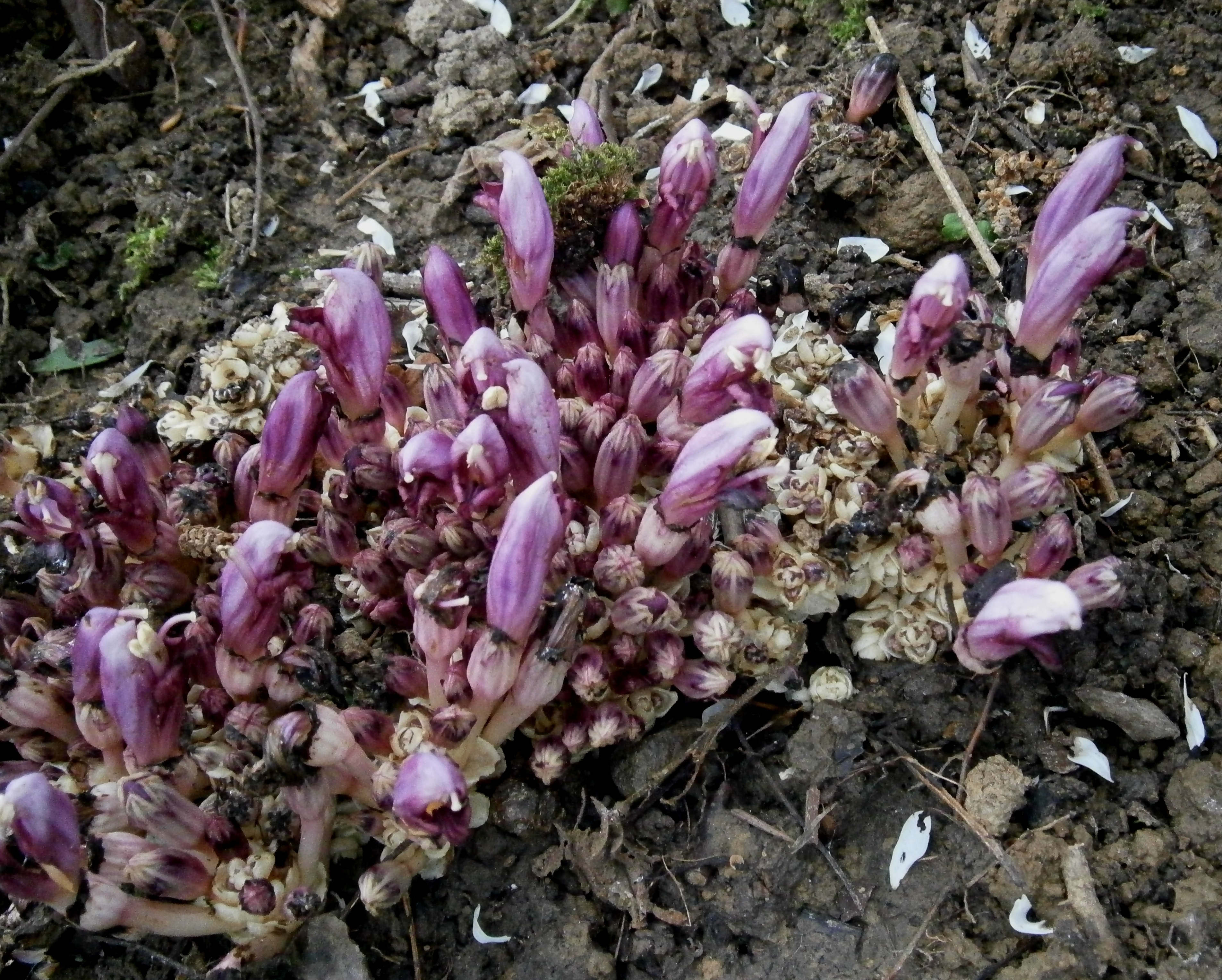
Lathrée clandestine en Belgique
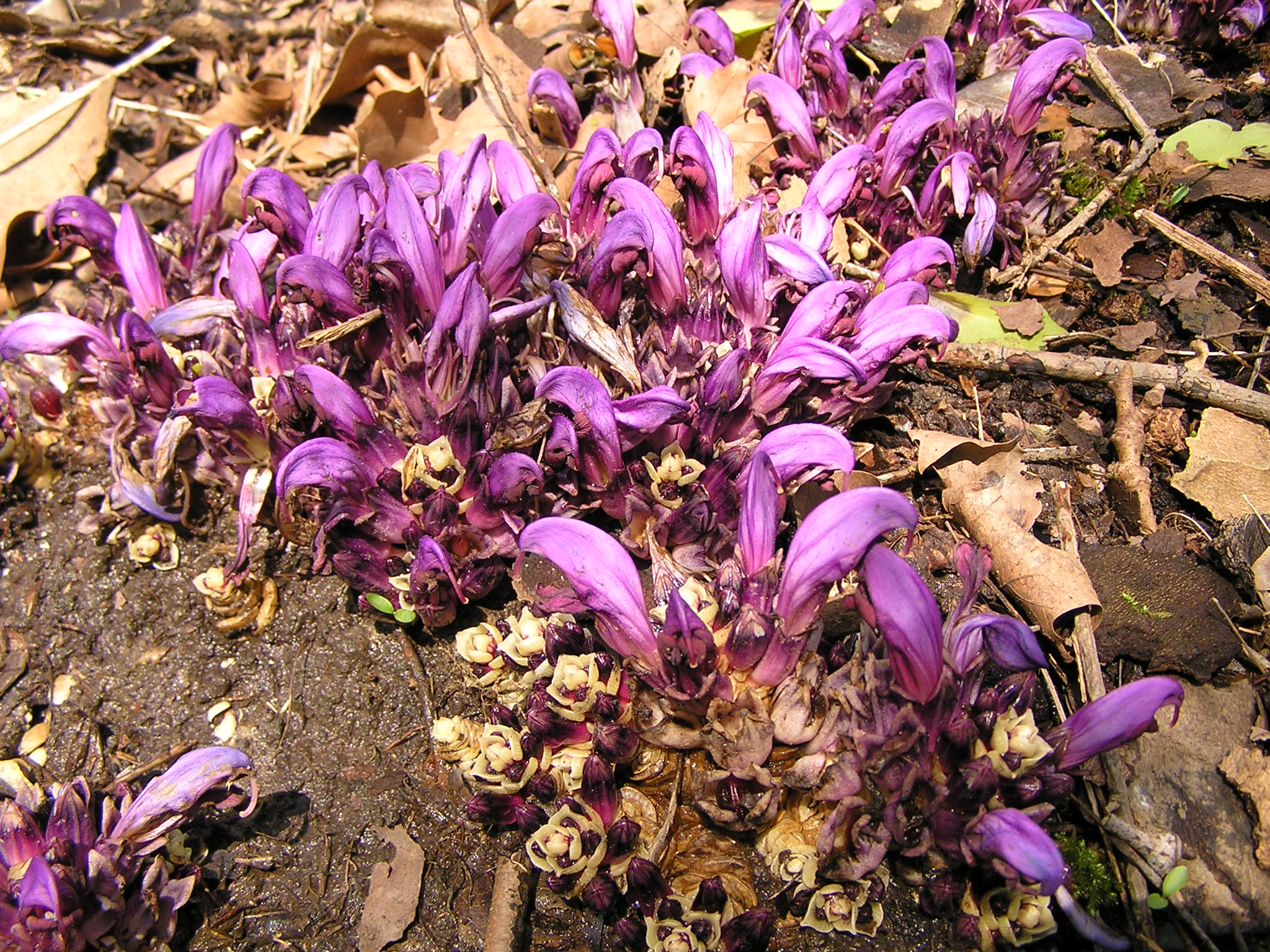
Lathrée clandestine à Louzac-Saint-André (Charente)
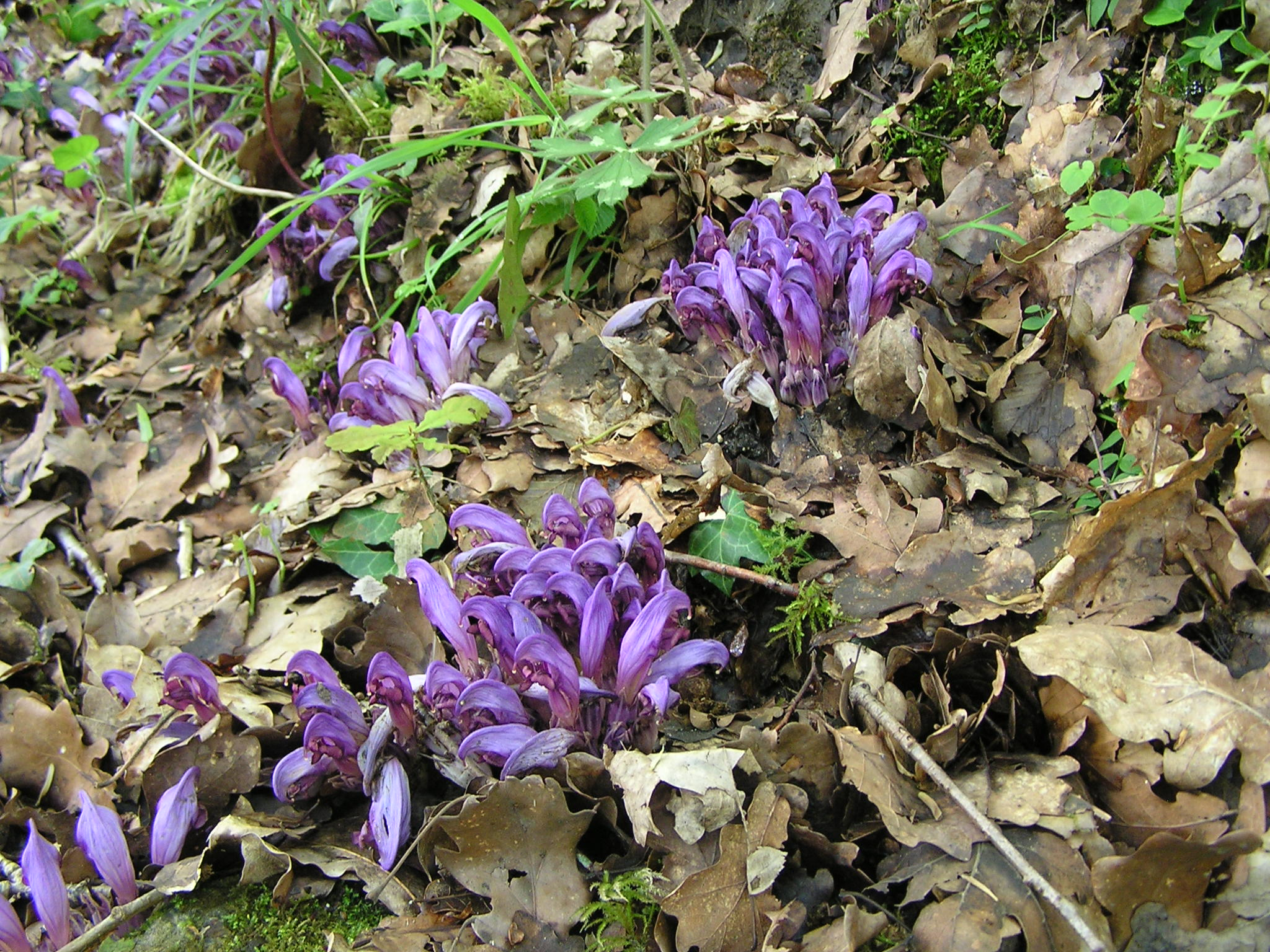
Lathrée clandestine à Cherves-Richemont (Charente)

## Sources
- Ivo Pauwels, La clandestine, un parasite superbe – Le crocus en concurrence ? Les Jardins d’Eden, 10 : 68-69, 1999
- Lambinon J. et al., Nouvelle flore de la Belgique, du G.-D. de Luxembourg, du Nord de la France et des régions voisines (Ptéridophytes et Spermatophytes), Meise, Jardin botanique national de Belgique, 6e éd., 2012, 1195 p. (ISBN 978-90-72619-88-4)